# Estádio Municipal Augustinho Pires de Lima
Estádio Municipal Augustinho Pires de Lima – stadion piłkarski w Sobradinho, w Distrito Federal w Brazylii, na którym swoje mecze rozgrywa klub Sobradinho Brasília.